# Billy Mitchell (Vulkan)
Billy Mitchell ist ein Pyroklastischer Schildvulkan im Zentrum der Insel Bougainville, unmittelbar nordöstlich des 1730 m hohen Bagana, eines der aktivsten Vulkane von Papua-Neuguinea. Auf dem 1544 m hohen Gipfel des Billy Mitchell befindet sich eine mit einem Kratersee gefüllte Caldera. Der Billy-Mitchell-See
erstreckt sich über eine Fläche von 3 km² und hat eine Tiefe von 90 m. Ein Abfluss am nördlichen Rand der Caldera führt zum Tekan-Fluss. Die beiden letzten großen Eruptionen des Vulkans ereigneten sich um das Jahr 1030 und um 1580. Dieser Ausbruch wird neben anderen vulkanischen Ereignissen und einer geringeren Aktivität der Sonne als Ursache für die Kleine Eiszeit, einer Periode relativ kühlen Klimas von Anfang des 15. Jahrhunderts bis in das 19. Jahrhundert, angesehen.
Der Vulkan wurde nach dem  US-amerikanischen General William "Billy" Mitchell benannt, dem Gründer des United States Army Air Service.